# Сибилла Бургундская
Сибилла Бургундская  (фр. Sybille de Bourgogne; 1065—1103) — дочь пфальцграфа Бургундии Гильома I Великого и его жены Стефании, супруга герцога Бургундии Эда I Рыжего.

## Происхождение
Сибилла была старшей дочерью и пятым ребёнком в семье пфальцграфа Бургундии Гильома I Великого и его жены Стефании. По отцовской линии приходилась внучкой Рено I Бургундскому и Аделаиде Нормандской. Мать Сибиллы иногда отождествляют со Стефанией де Лонгви-Метц, называя её то дочерью Адальберта Лотарингского, то Бернара II, графа Бигорра и его жены Клеменции. Всего существует несколько версий происхождения Стефании.

## Брак и дети
В 1080 году Сибилла вышла замуж за герцога Бургундии Эда I Рыжего. В браке родилось четверо детей:
- Элен (Элия) (1080—1142) — замужем за графом Тулузы Бертраном, после его смерти — за графом Понтье и Алансона Гильомом. Имела детей в обоих браках.
- Флорина (1083—1097) — замужем за Свеном Датским, вместе с мужем погибла во время Первого крестового похода.
- Гуго (1084—1143) — герцог Бургундии, наследовал отцу. Женат на Фелиции (Матильде) Майеннской. Имел двенадцать детей.
- Генрих (1087—1131) — монах аббатства Сито.

## Внешние ссылки
- Генеалогия. Сибилла Бургундская
- Генеалогия герцогов Бургундских. Эд Рыжий
- История крестовых походов. Флорина Бургундская